# Boris Diaw
Boris Diaw (* 16. dubna 1982 Cormeilles-en-Parisis, Val d'Oise, Francie), celým jménem Boris Babacar Diaw-Riffiod, je francouzský profesionální basketbalista, který hraje v zámořské NBA za tým San Antonio Spurs. Je členem kádru a kapitánem reprezentace Francie. Hraje na pozicích 4 nebo 5.

## Začátky kariéry
Boris se narodil 16. dubna 1982 poblíž Paříže. Basketbal měl od malička v krvi a věnoval se mu od 8 let. Měl pro něj vrozené předpoklady, protože jeho matkou byla bývalá francouzská reprezentantka v basketbalu Isabelle Yacoubou-Riffiodová a otcem mistr Senegalu ve skoku vysokém Issa Diaw. Boris má tak částečně africké kořeny po otci. Velkou kariéru nastoupil v prvoligovém francouzském Pau-Orthez. V něm působil až do roku 2003 a získal cenu pro MVP francouzské ligy i trofej pro její vycházející hvězdu. Téhož roku byl draftován do NBA jako celkové číslo 21 týmem Atlanta Hawks a odešel za oceán.

## Kariéra v NBA
10. července 2003 podepsal dlouholetý kontrakt s Atlantou Hawks, avšak se výrazněji do jejího kádru neprosadil a proto byl v srpnu 2005 vyměněn do Phoenixu Suns v trejdu jehož součástí byl i pozdější All-Star guard Joe Johnson. U Suns se prosadil. Zaznamenal v průměru 13,9 bodu a 6.9 doskoku na utkání a nejvíce týmu pomohl zejména v době, kdy se zranili Ama're Stoudemire a Kurt Thomas. Vysloužil si přezdívku "3D" a byl ceněn zejména pro svou variabilitu. V dresu Phoenixu také zaznamenal první triple-double v kariéře v NBA. Po sezoně 2005/2006 získal trofej NBA Most Improved Player, tedy cenu pro hráče s největším zlepšením během sezóny. Přesto byl v roce 2008 vyměněn do jednoho z nejhorších týmů ligy Charlotte Bobcats. U tohoto týmu se stal vůdčí osobností. Kolem něj byla poskládána osa mužstva. V roce 2011 během stávky NBA hrál druhou francouzskou ligu za Bordeaux, tým, který sám vlastní a to bez nároku na mzdu. Po návratu byl 31. března 2012 propuštěn od Bobcats a na zbytek sezony podepsal v San Antoniu. Později prodloužil se Spurs o 2 roky a v roce 2014 po vítězství 4-1 nad Miami Heat ve finále NBA slavil svůj první titul. Ve finále odehrál 35 minut v průměru,byl druhý v doskocích a první v asistencích v celé sérii. Po sezoně,přesně 15. července podepsal novou smlouvu na 3 roky a zůstane tak v Texasu.

## Reprezentace
Boris je pravidelným a vzorným reprezentantem své země. V týmu galského kohouta vykonává funkci kapitána. Hrál na ME 2005, kde vybojoval bronzovou medaili. V roce 2011 na ME v Litvě vybojoval stříbro a na dalším ME ve Slovinsku 2013 získal zlato a trofej pro mistry Evropy. Navíc byl po právu zařazen do All-Star teamu. Za Francii hrál také na MS 2006,MS 2010 i MS 2014, stejně jako na ME 2007 a olympiádě v Londýně 2012.

## Profil hráče
Boris je velmi inteligentním a týmovým hráčem. Mnohdy upřednostňuje nahrávku před vlastním zakončením,což mu je občas vyčítáno. Je to silový pivot,stabilní,silný na doskoku a rozený lídr týmu v kabině. Pro své schopnosti je velmi ceněn a oblíben trenérem Spurs Greggem Popovichem.